# Hayley Peirsol
Hayley Reide Peirsol, née le 9 août 1985 à Irvine en Californie, est une nageuse américaine spécialiste des épreuves de demi-fond en nage libre (800 et 1 500 m). Elle a obtenu deux médailles lors de championnats du monde. Elle est la sœur du dossiste Aaron Peirsol.

## Biographie

### Carrière de nageuse
Elle s'est entraînée au sein de l'Université d'Auburn et à l'Université du Michigan avec Bob Bowman. Elle décroche sa première récompense mondiale en 2003 en terminant à la deuxième place du 1 500 m nage libre. Elle devient ensuite la troisième femme à descendre sous la barre des 16 minutes lors du 1 500 mètres. En 2007, elle remporte une deuxième médaille lors des championnats du monde de natation en prenant la médaille de bronze du 800 mètres de Melbourne. Elle arrête ensuite sa carrière de nageuse à l'été 2007.
À la suite de l'arrêt de sa carrière de nageuse, elle se reconvertit dans le triathlon. Elle ambitionne de faire partie de l'équipe américaine de triathlon lors des Jeux olympiques de 2012.

## Palmarès

### Championnats du monde en grand bassin
- Championnats du monde 2003 à Barcelone (Espagne) :
  -  Médaille d'argent du 1 500 m.
- Championnats du monde 2007 à Melbourne (Australie) :
  -  Médaille de bronze du 800 m.

### Championnats pan-pacifiques
- Championnats pan-pacifiques 2002 à Yokohama (Japon) :
  -  Médaille de bronze du 800 m.
- Championnats pan-pacifiques 2006 à Victoria (Canada) :
  -  Médaille d'argent du 1 500 m.
  -  Médaille de bronze du 800 m.

## Records personnels
Ces tableaux détaillent les records personnels d'Hayley Peirsol en grand bassin au 19 juin 2010.
| Épreuve            | Temps          | Compétition                      | Lieu                | Date       |
| 800 m nage libre   | 8 min 26 s 41  | Championnats du monde 2007       | Eindhoven, Pays-Bas | 31/03/2007 |
| 1 500 m nage libre | 15 min 57 s 36 | Championnats pan-pacifiques 2006 | Victoria, Canada    | 17/08/2006 |

## Palmarès triathlon
| Année | Compétition                | Pays       | Position | Temps          |
| ----- | -------------------------- | ---------- | -------- | -------------- |
| 2009  | Championnat des États-Unis | États-Unis |          | 2 h 4 min 29 s |